# Michael Taube

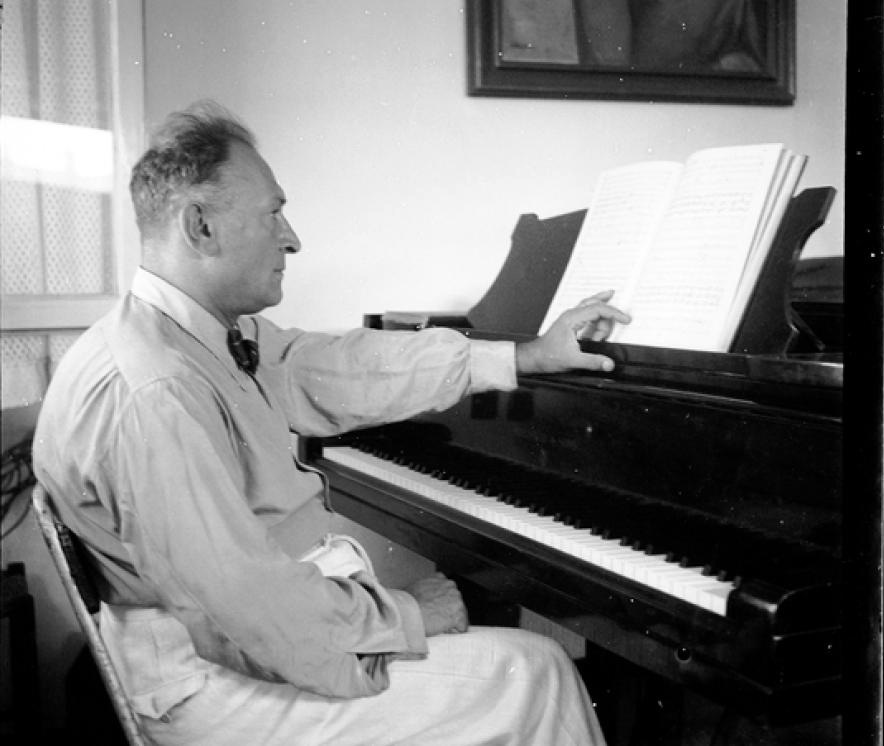
Michael Taube, 1936

Michael Taube (* 14. März 1880 in Łódź, Russisches Kaiserreich; † 23. Februar 1972 in Tel Aviv) war ein israelischer Pianist, Dirigent und Komponist polnischer Herkunft, der bis 1935 in Deutschland lebte und wirkte und dann nach Israel emigrierte.

## Leben und Werk
Michael Taube war ein Sohn des Violinisten Elijahu Taube und der Ita Krisch. Sein Vater gründete mit seinen Brüdern das Sinfonieorchester von Łódź. Im Alter von sieben Jahren brachte ihm sein Vater Geige bei, bei einer Musiklehrerin kamen Klavier, Trompete, Cello, Bratsche und Kontrabass hinzu. Taube siedelte 1910 mit seinem älteren Bruder Leon nach Leipzig über, wo er am Konservatorium Klavier (bei Robert Teichmüller), Cello (bei Max Wünsche), Harmonielehre und Musiktheorie (bei Johannes Gottfried Merkel) studierte. Ab 1914 studierte er in Köln unter anderem Klavier bei Otto Neitzel sowie Komposition und Orchestrierung bei Ewald Sträßer. Bei Ausbruch des Ersten Weltkrieges erhielt er als russisch-polnischer Staatsbürger ein Wohnverbot in der strategisch wichtigen Stadt Köln und musste dort sein Studium abbrechen. Er zog zunächst in das nicht weit entfernte Bad Godesberg und übernahm dort Dirigentenstellen bei der Orchester-Vereinigung Godesberg und dem dortigen Kurorchester. Gleichzeitig arbeitete er als Pianist und Cellist. Ab 1917 unterrichtete er am Bonner Erhard-Konservatorium Klavier. Nach Kriegsende nahm er sein Studium in Köln wieder auf und studierte Dirigat bei Hermann Abendroth. Anträge auf Einbürgerung wurden 1920/1921 in Köln abgelehnt.
1923 wurde er auf Empfehlung von Leo Blech als Korrepetitor und Kapellmeister am Deutschen Opernhaus in Berlin-Charlottenburg aufgenommen. Dort lernte er den Regisseur Bruno Walter kennen und arbeitete mit diesem von 1925 bis 1929 eng zusammen. 1926 gründete er in Berlin ein Kammerorchester, 1928 auch einen Kammerchor. 1929 heiratete er die Sopranistin Elsa Jülich. Taube wirkte in seiner Berliner Zeit häufig als Gastdirigent in Opernhäusern und Konzertsälen in ganz Deutschland und organisierte Musikveranstaltungen zugunsten jüdischer und zionistischer Einrichtungen. 1933 gründete und leitete er das Orchester des Jüdischen Kulturbundes.
1934 ging Michael Taube als Liedbegleiter des Sängers Joseph Schmidt auf Konzertreise nach Palästina. Er kam dort mit dem Violinisten Bronisław Huberman in Kontakt und leitete daraufhin erstmals eine Konzertreihe des Tel Aviv Symphony Orchestra, die ein großer Erfolg wurde. Im Mai 1935 kehrte er nach Deutschland zurück, löste seinen Berliner Wohnsitz auf und emigrierte nach Palästina. Taube ließ sich in Tel Aviv nieder. Ab der Saison 1936/1937 leitete er zusammen mit Issay Dobrowen und William Steinberg das von Bronisław Hubermann neu gegründete Eretz Israel Orchestra in Tel Aviv. 1936 gründete er mit seiner Frau das Michael-Taube-Konservatorium in Tel-Aviv. Zahlreiche Orchestermitglieder des Eretz-Israel-Orchesters unterrichteten an diesem Konservatorium. Seine Frau wirkte dort als Gesangslehrerin. Er selbst unterrichtete Klavier, Harmonielehre, Musikgeschichte, Kammermusik und Dirigieren. 1955 gründete und leitete Michael Taube das Ramat-Gan-Kammerorchester in Tel Aviv, für das er jährlich Kompositionsaufträge vergibt. Nach dem Zweiten Weltkrieg trat er häufiger als Gastdirigent in europäischen Orchestern auf. 1957 kehrte Michael Taube erstmals nach Deutschland, zu den Berliner Philharmonikern, zurück. 1962 beauftragte Michael Taube Menachem Avidom mit der Komposition einer Suite nach Bach für sein „Israeli Bach Orchester“, das er bei der Aufführung des Werkes leitete. Im Sommer 1964 starb seine Frau Elsa Jülich. Michael Taube heiratete später Rachel Kashdy. Über seine Tätigkeit als Musiker in Israel berichtete er in dem Beitrag Musikleben in Israel. In: Musica XI, 1957.
Als Komponist schrieb Michael Taube Kammermusik und Klavierstücke. Darüber hinaus bearbeitete er Werke von Christoph Willibald Gluck, Georg Friedrich Händel und Felix Mendelssohn Bartholdy.
Michael Taube starb 1972 im Alter von 82 Jahren an einem Herzinfarkt. Er wurde auf dem Friedhof Kiryat Shaul in Tel Aviv neben seiner ersten Frau beigesetzt. Sein Nachlass wird im Israel Music Archive der Tel Aviv University verwahrt.
„Obwohl Michael Taube in Deutschland und in Israel an prominenter Stelle dirigierte […] ist sein Name heute kaum noch bekannt. Das liegt möglicherweise daran, dass er nur wenige Schallplattenaufnahmen einspielte und so trotz intensiver Konzerttätigkeit nicht dauerhaft bekannt wurde.“